# سلينديل نودانغالا
سلينديل نودانغالا (23 يونيو 1972-) هي ممثلة جنوب أفريقية، اشتهرت بتمثيل دور روبي ديكوبي، وملكة الشبين في مسلسل Generations، حيث والدها هو سومبيسي (تيكي نكسومالو).

## حياتها
نشأت نودانغالا في ديربان على يد جدتها التي توفيت عام 1997 وإخوتها الأكبر سناً. عندما كانت صغيرة تم تدريبها على يد جيبسون كينتي. كانت نودانغالا أيضًا عضوًا نشطًا في جوقة كنيستها. تعرضت لحادث سيارة وأصيبت في ساقها ودخلت المستشفى لمدة ثلاثة أشهر. لديها طفلان من مواليد 1996 و2001.

## حياتها المهنية
كانت نودانغالا مطربة داعمة لـ Stimela بين عامي 1994 و 1995. وكان لديها دور بديل في لندن في مسرح ليسيوم عام 2001. قامت بجولة حول العالم خلال خمس سنوات إلى أماكن مثل الصين وتايبيه وبكين وشانغهاي وماليزيا وبيروت والدول الاسكندنافية حيث التقت بشخصيات مثل الأمير تشارلز والأمير إدوارد وتيم رايس وشيرلي باسي، و إلتون جون وأمير الأردن.
كان لـنودانغالادور البطولة في مسلسل Generations خلال الفترة من يونيو 2011 وديسمبر 2014. كما ظهرت أيضًا في الفيلم الجنوب إفريقي الحائز على جوائز Izulu lami عام 2008 وفيلم The Lion King الموسيقي. انضمت إلى المسلسل التلفزيوني الذي تم إلغاؤه الآن على قناة Rhythm City في عام 2017. وهي تلعب حاليًا دور Nomvula Khubeka في المسلسل التلفزيوني اليومي فضيحة على قناة ETV، وفي عام 2022 انضمت إلى المسلسل التلفزيوني النهر، بدور نولوازي دلاميني أخت لينديوي وفيرونيكا دلاميني.

## روابط خارجية
- سلينديل نودانغالا على موقع IMDb (الإنجليزية)